# Lendore Village
Lendore Village es una villa de Trinidad y Tobago, que forma parte del borough de Chaguanas.

## Geografía
La villa abarca parte de la isla Trinidad y limita al norte con Enterprise, al sur con Montrose Village, al este con Enterprise y Montrose Village y al oeste con Lange Park.

## Demografía
Datos demográficos de la villa de Lendore Village:
| Gráfica de evolución demográfica de Lendore Village entre 2000 y 2011 |
|                                                                       |